# Cấu trúc tinh thể

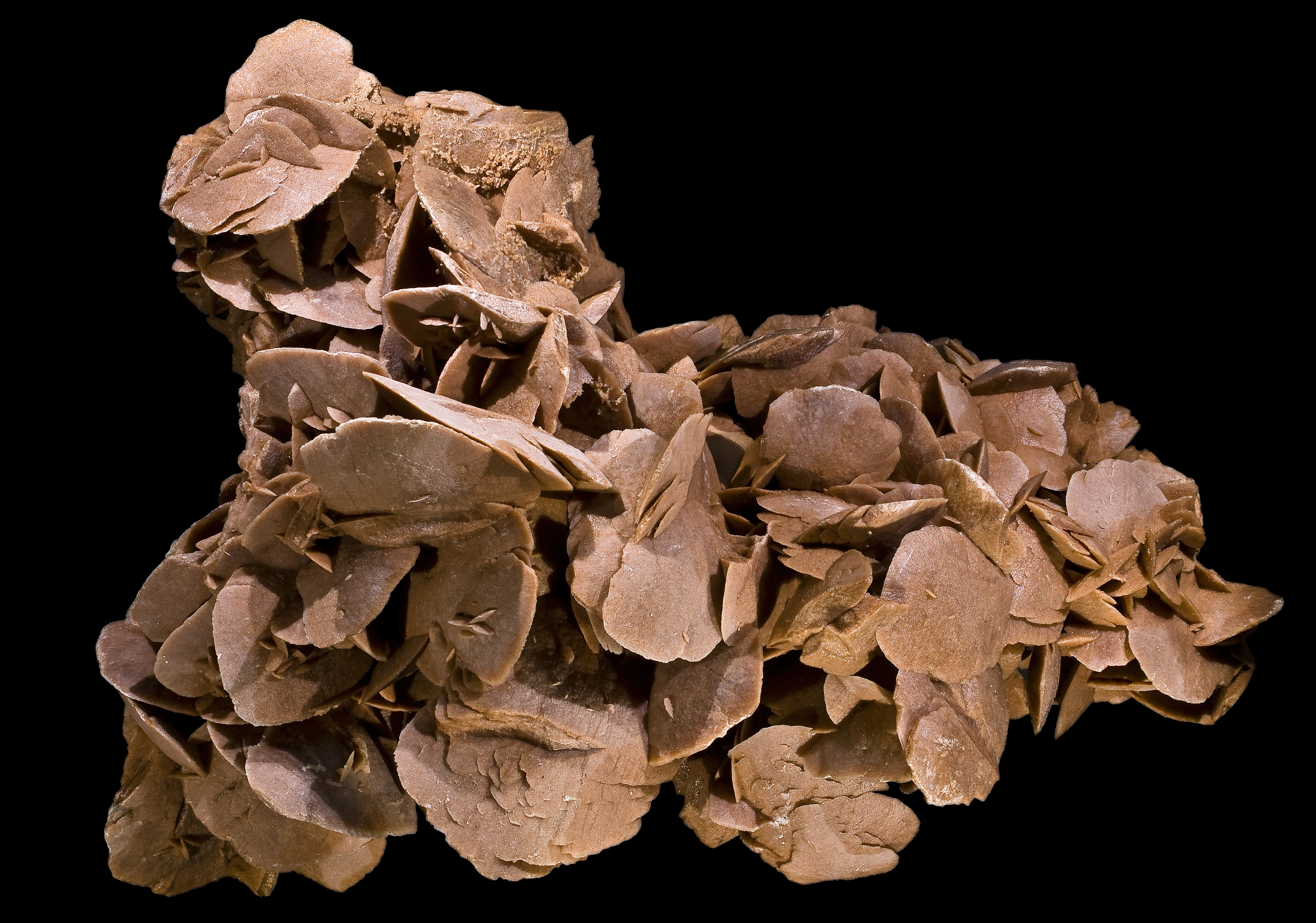
Một tinh thể chất rắn

Trong khoáng vật học và tinh thể học, một cấu trúc tinh thể là một sự sắp xếp đặc biệt của các nguyên tử trong tinh thể. Một cấu trúc tinh thể gồm có một ô cơ sở và rất nhiều các nguyên tử sắp xếp theo một cách đặc biệt; vị trí của chúng được lặp lại một cách tuần hoàn trong không gian ba chiều theo một mạng Bravais. Kích thước của ô đơn vị theo các chiều khác nhau được gọi là các thông số mạng hay hằng số mạng. Tùy thuộc vào tính chất đối xứng của ô đơn vị mà tinh thể đó thuộc vào một trong các nhóm không gian khác nhau.
Cấu trúc và đối xứng của tinh thể có vai trò rất quan trọng với các tính chất liên kết, tính chất điện, tính chất quang,... của tinh thể.

## Ô đơn vị
Ô đơn vị là một cách sắp xếp của các nguyên tử trong không gian ba chiều, nếu ta lặp lại nó thì nó sẽ chiếm đầy không gian và sẽ tạo nên tinh thể. Vị trí của các nguyên tử trong ô đơn vị được mô tả bằng một hệ đơn vị hay còn gọi là một hệ cơ sở bao gồm ba thông số tương ứng với ba chiều của không gian {\displaystyle (x_{i},y_{i},z_{i})}.
Đối với mỗi cấu trúc tinh thể, tồn tại một ô đơn vị quy ước, thường được chọn để mạng tinh thể có tính đối xứng cao nhất. Tuy vậy, ô đơn vị quy ước không phải luôn luôn là lựa chọn nhỏ nhất. Ô mạng cơ sở ( Tế bào đơn vị) mới là một lựa chọn nhỏ nhất mà từ đó ta có thể tạo nên tinh thể bằng cách lặp lại ô nguyên tố. Ô Wigner-Seitz là một loại ô nguyên tố mà có tính đối xứng giống như của mạng tinh thể.

## Hệ tinh thể
Hệ tinh thể là một nhóm điểm của các mạng tinh thể (tập hợp các phép đối xứng quay và đối xứng phản xạ mà một điểm của mạng tinh thể không biến đối). Hệ tinh thể không có các nguyên tử trong các ô đơn vị. Nó chỉ là những biểu diễn hình học mà thôi. Có tất cả bảy hệ tinh thể. Hệ tinh thể đơn giản nhất và đối xứng cao nhất là hệ lập phương, các hệ tinh thể khác có tính đối xứng thấp hơn là: hệ sáu phương, hệ bốn phương, hệ ba phương (còn gọi là hình mặt thoi), hệ thoi, hệ một nghiêng, hệ ba nghiêng. Một số nhà tinh thể học coi hệ tinh thể ba phương là một phần của hệ tinh thể sáu phương.

## Phân loại các loại mạng tinh thể
Mạng Bravais là một tập hợp các điểm tạo thành từ một điểm duy nhất theo các bước rời rạc xác định bởi các véc tơ cơ sở. Trong không gian ba chiều có tồn tại 14 mạng Bravais (phân biệt với nhau bởi các nhóm không gian). Tất các vật liệu có cấu trúc tinh thể đều thuộc vào một trong các mạng Bravais này (không tính đến các giả tinh thể). 14 mạng tinh thể được phân theo các hệ tinh thể khác nhau được trình bày ở phía bên phải của bảng.
Cấu trúc tinh thể là một trong các mạng tinh thể với một ô đơn vị và các nguyên tử có mặt tại các nút mạng của các ô đơn vị nói trên.

## Nhóm điểm và nhóm không gian
Nhóm điểm tinh thể học hoặc lớp tinh thể là một tập hợp các phép đối xứng không tịnh tiến mà dưới tác dụng của các phép đối xứng đó, tinh thể trở lại vị trí như cũ. Có tất cả 32 lớp tinh thể.
Nhóm không gian của một cấu trúc tinh thể được tạo thành từ các phép đối xứng tịnh tiến bổ sung vào các phép đối xứng của các nhóm điểm. Có tất cả 230 nhóm không gian như vậy.

## Sai hỏng mạng
Các tinh thể thực thường có các sai hỏng mạng hoặc là các điểm bất thường có mặt trong cấu trúc tinh thể lý tưởng nói ở trên. Các sai hỏng này có vai trò quyết định đến tính chất cơ và điện của các tinh thể thực. Đặc biệt là bất định xứ trong tinh thể cho phép tinh thể biến dạng dễ dàng hơn nhiều so với tinh thể hoàn hảo.